# Монјумент Бич (Масачусетс)
Монјумент Бич (енгл. Monument Beach) насељено је место без административног статуса у америчкој савезној држави Масачусетс.

## Демографија
По попису из 2010. године број становника је 2.790, што је 352 (14,4%) становника више него 2000. године.
| Група             | 2000.         | 2010.         |
| Белци             | 2.336 (95,8%) | 2.638 (94,6%) |
| Афроамериканци    | 21 (0,9%)     | 22 (0,8%)     |
| Азијати           | 16 (0,7%)     | 26 (0,9%)     |
| Хиспаноамериканци | 23 (0,9%)     | 23 (0,8%)     |
| Укупно            | 2.438         | 2.790         |